# Kirchenvolks-Begehren
Das Kirchenvolks-Begehren war eine 1995 in Österreich, Deutschland und Südtirol durchgeführte Unterschriftenaktion, die eine Erneuerung der römisch-katholischen Kirche forderte.

## Geschichte
Das Kirchenvolks-Begehren forderte die Erneuerung der römisch-katholischen Kirche durch mehrere Reformen. Unmittelbarer Auslöser der Aktion war der Vorwurf des sexuellen Missbrauchs von Jugendlichen gegen den damaligen Wiener Erzbischof Hans Hermann Groër. Die Initiative ging von Thomas Plankensteiner und Martha Heizer aus, die mit ihrem Team diese Aktion „für eine grundlegende Erneuerung der Kirche Jesu“ durchführten.
Ihre fünf wichtigsten Forderungen waren:
1. Aufbau einer geschwisterlichen Kirche:
- Gleichwertigkeit aller Gläubigen, Überwindung der Kluft zwischen Klerus und Laien (Nur so kann die Vielfalt der Begabungen und Charismen wieder voll zur Wirkung kommen.)
- Mitsprache und Mitentscheidung der Ortskirchen bei Bischofsernennungen (Bischof soll werden, wer das Vertrauen des Volkes genießt.)

2. Volle Gleichberechtigung der Frauen:
- Mitsprache und Mitentscheidung in allen kirchlichen Gremien
- Öffnung des ständigen Diakonates für Frauen
- Zugang der Frauen zum Priesteramt (Die Ausschließung der Frauen von kirchlichen Ämtern ist biblisch nicht begründbar. Auf den Reichtum an Fähigkeiten und Lebenserfahrungen von Frauen kann die Kirche nicht länger verzichten. Das gilt auch für Leitungsämter.)

3. Freie Wahl zwischen zölibatärer und nicht-zölibatärer Lebensform
Die Bindung des Priesteramtes an die ehelose Lebensform ist biblisch und dogmatisch nicht zwingend, sondern geschichtlich gewachsen und daher auch veränderbar. Das Recht der Gemeinden auf Eucharistiefeier und Leitung ist wichtiger als eine kirchenrechtliche Regelung.
4. Positive Bewertung der Sexualität als wichtiger Teil des von Gott geschaffenen und bejahten Menschen:
- Anerkennung der verantworteten Gewissensentscheidung in Fragen der Sexualmoral (z. B. Empfängnisregelung)
- Keine Gleichsetzung von Empfängnisregelung und Abtreibung
- Mehr Menschlichkeit statt pauschaler Verurteilungen (z. B. in Bezug auf voreheliche Beziehungen oder in der Frage der Homosexualität)
- Anstelle der lähmenden Fixierung auf die Sexualmoral stärkere Betonung anderer wichtiger Themen (z. B. Friede, soziale Gerechtigkeit, Bewahrung der Schöpfung, …)

5. Frohbotschaft statt Drohbotschaft:
- Mehr helfende und ermutigende Begleitung und Solidarität anstelle von angstmachenden und einengenden Normen
- Mehr Verständnis und Versöhnungsbereitschaft im Umgang mit Menschen in schwierigen Situationen, die einen neuen Anfang setzen möchten (z. B. wiederverheiratete Geschiedene, verheiratete Priester ohne Amt), anstelle von unbarmherziger Härte und Strenge.

## Unterstützung und Verbreitung
Das Kirchenvolks-Begehren sammelte vom 3. bis 25. Juni 1995 insgesamt 505.154 Unterschriften von österreichischen Katholiken.
In Deutschland sammelten die Initiative Kirche von unten und der Leserinitiative Publik vom 16. September bis 12. November 1995 insgesamt 1.845.141 Unterschriften. Einer der Erstunterzeichner war der Moraltheologe Bernhard Häring. Er sagte: „Unsere Hoffnung für die Kirche und unsere Freude an allem, was in der Kirche lebensträchtig und dem Evangelium treu ist, darf uns weder blind noch stumm machen angesichts von gefährlichen Mangelerscheinungen und lebensfremden Praktiken und Strukturen“.
Ähnliche Unterschriftenaktionen fanden in den USA und in Großbritannien statt. Im November 1996 wurde die internationale Plattform „Wir sind Kirche“ gegründet mit Organisationen, die mittlerweile in allen fünf Kontinenten vertreten sind.

## Reaktionen in Österreich
Die Aktion führte zu Diskussionen und löste zahlreiche Publikationen aus, die sich mit den Forderungen des Kirchenvolks-Begehrens beschäftigten.
Der damalige Grazer Bischof Johann Weber lehnte zwar die Methode des Unterschriftensammelns ab, sah darin jedoch einen Anstoß für die Kirche „nicht sitzenzubleiben“. Der burgenländische Bischof Paul Iby meinte, dass er sich verheiratete Priester und eine Zulassung der Frauen zum Diakonat vorstellen könne. Deutliche Ablehnungen kamen hingegen von Weihbischof Andreas Laun und dem Bischof von St. Pölten, Kurt Krenn.
Die Bischöfe antworteten im September 1996 mit der „Wallfahrt der Vielfalt“ nach Mariazell unter dem Motto „Streiten und Beten“, zu der 5000 Menschen kamen und bei der zahlreiche Diskussionsveranstaltungen stattfanden.
Im Oktober 1998 fand in Salzburg der „Dialog für Österreich“ statt, bei dem 300 Delegierte verschiedenster katholischer Organisationen mit den Bischöfen diskutierten. Dabei wurde u. a. mit Mehrheit für eine Weihe verheirateter Männer zum Priester und für den Diakonat von Frauen gestimmt. Diese Anliegen wurden von den Bischöfen beim folgenden Ad-limina-Besuch in Rom an Papst Johannes Paul II. übergeben. Letztlich mussten sich die Beschöfe jedoch damit abfinden, dass Rom keinerlei weitere Verfolgung bestimmter Reformvorhaben dulden wollte.
Im April 2021 wurde Thomas Plankensteiner mit dem Petrus-Canisius-Orden der Diözese Innsbruck ausgezeichnet.